# 考克尼

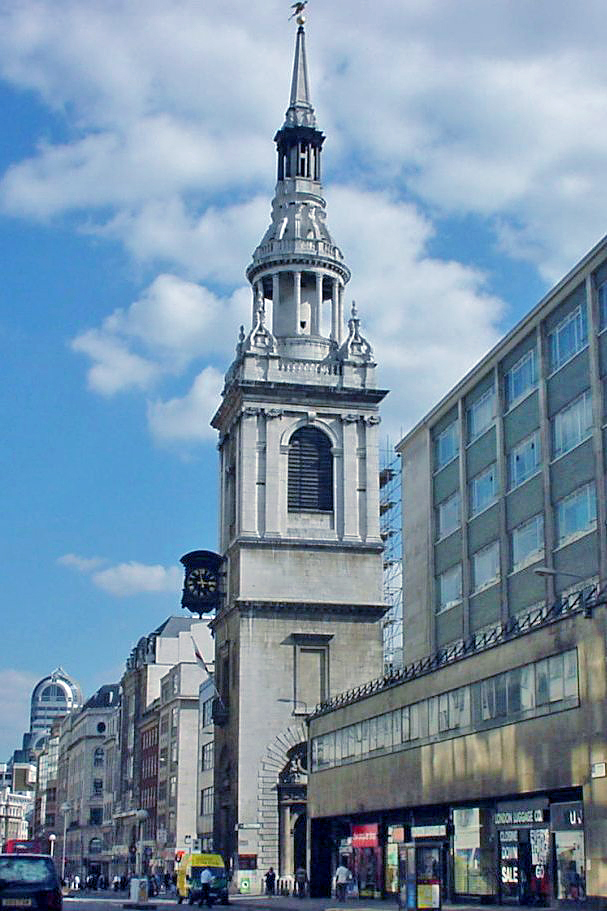
位於英國倫敦的聖瑪莉里波教堂。

考克尼（英語：Cockney）一詞意指英國倫敦的工人階級，尤其可以指倫敦東區以及當地民眾使用的考克尼方言，狹義上可稱爲倫敦方言。這個詞也可指在倫敦的工人階級中非常常見的考克尼口音（中文又稱爲“倫敦土話”），即倫敦口音。
一般認為某人要被稱為「考克尼」，則他出生的地方必須在奇普賽德街（但是奇普賽德街本身並不位於倫敦東區）上的聖瑪莉里波教堂鐘聲範圍內。但是教堂的鐘塔自二次世界大戰爆發之時便停止敲鐘，直到1961年才恢復。不過隨著倫敦的發展，城市的背景噪音也隨之增加，因此實際上可以聽到鐘聲的範圍已經縮小了。這個範圍在最大期時包括了倫敦市、克拉肯威爾、芬斯伯里、西爾狄區、候克斯頓、史戴普尼、貝斯諾格林、石灰工廠、一哩遠、沃平、白教堂、沙德維爾、伯茫西、羅瑟希德、伯洛（Borough）、以及派克漢等地，不過根據迪克·惠廷頓角色的描述，聖瑪莉里波教堂的鐘聲最遠可以在高門聽到。

## 字詞來源
「考克尼」這個詞最早從十七世紀開始有了今天所使用的意義。第一位以考克尼來形容倫敦人口音的作家是塞繆爾·羅蘭茲，他在他的諷刺小品《The Letting of Humours Blood in the Head-Vaine》中使用了「a Bowe-bell Cockney」這詞語。約翰·明舍（或作）則是第一位詞典編著者對考克尼一詞下定義，他在他的詞典（《Ductor in Linguas》，1617年）中對該詞做了以下的解釋：「A cockney or cockny, applied only to one born within the sound of Bow bell, that is in the City of London」。然而他所給的語源解釋卻只是猜測而來，他將Cockney的語源解釋為來自「cock」（公雞）跟「neigh」（馬嘶聲），或是來自拉丁語的「incoctus」意指raw（生）。不過後來牛津英語詞典對cockney這個詞的語源做出了有公信力的解釋。Cockney源自「cock」與「egg」，最初在1362年時意指一個奇形怪狀的蛋（「a misshapen egg」），後來在1521年時有了「對鄉村的生活方式無知的人（a person ignorant of country ways）」的意思，最後才形成了現在的意義。
弗朗西斯·格羅斯在他1785年的作品《A Classical Dictionary of the Vulgar Tongue》中，憑借以下的故事衍生出考克尼的語義：
一位來自倫敦的人某天到了鄉村，聽到了馬嘶聲，大叫說：「我的老天啊！聽那馬的笑聲！」一名旁觀者好心的告訴那位倫敦人那聲音其實是馬嘶叫的聲音。當隔天早上公雞啼叫時，那位倫敦人為了表現他並沒有忘記昨天別人對他說的話，大聲的說：「你們有聽到那公雞在嘶叫著呢！」

A citizen of London, being in the country, and hearing a horse neigh, exclaimed, Lord! how that horse laughs! A by-stander telling him that noise was called Neighing, the next morning, when the cock crowed, the citizen to shew he had not forgot what was told him, cried out, Do you hear how the Cock Neighs?

韋氏詞典另收錄了這個詞的另一個可能來源：倫敦過去曾被法國的諾曼人稱為「Land of Sugar Cake」（古法語：pais de cocaigne），因為諾曼人將倫敦想像成充滿安逸與奢華之地。這個有趣的想法讓「Cocaigne」這個字成為倫敦以及其郊區的代名詞，而逐漸地也發展出許多不同的拼法：在法語中的Cocagne與Cockayne，以及中古英語中的Cocknay與Cockney。中古英語中的兩個拼法亦可以指嬌生慣養的小孩，也可指倫敦居民，而去縱容或溺愛小孩則稱為「to cocker someone」。

## 考克尼地區
隨著時空變遷，考克尼人居住的範圍也隨之改變，現在已不包括整個倫敦了。一如前述，一個人要被稱為是考克尼，必須出生在能聽的到聖瑪利亞里波教堂鐘聲的地方，然而最早的聖瑪利亞里波教堂早在1666年隨著倫敦大火而被燒毀，現今的教堂是由克里斯多佛·雷恩爵士所重建的，而教堂的鐘在1941年的二次世界大戰時，因納粹德國空軍對倫敦不停的轟炸再度的被摧毀，直到1961年才再次的重修完整。在這段沒有鐘聲的期間，根據這個定義來說，有許多非波鐘的考克尼人出生（即便是這些人雖然在鐘聲的範圍之內出生，但是在他們出生時以及成長過程中從來沒有聽過波鐘的鐘聲），因此若嚴謹的來說這些人並不能被稱為考克尼，但是許多時候通常採納較寬鬆的標準使這些人也可以被稱為考克尼。這種寬鬆的標準也帶來許多困擾，尤其因為交通帶來的噪音以及現今該區域內缺乏適合待產的醫院，這些因素使得許多人不符合嚴謹的定義標準，所以可以說許多現今的考克尼人都並不是「真」考克尼。
由於考克尼地區是由鐘聲的範圍來訂定，所以雖然所有的倫敦東區人都是考克尼人，但是並不是所有考克尼人都是倫敦東區人。基本上只有下列的倫敦東區地區才算是傳統的考克尼核心地區：貝斯諾格林、白教堂、史必特菲爾德、史戴普尼、沃平、石灰工廠、波普拉、米爾沃爾、哈克尼區（Hackney）、西爾狄區、堡區、以及麥爾安德。這塊區域亦正在因土地發展而逐漸擴展中。
考克尼人的遷移亦助長了考克尼方言的傳播。切森碼頭（Chatham Dockyard）在十八世紀時的擴張使得大量的工人自倫敦的碼頭地區搬遷至此，這些工人亦將考克尼口音與用詞帶入他們所遷入的地區。這些人的遷移使得切森地區的口音在短時間之內與其鄰近城市產生顯著的差異，例如鄰近的羅徹斯特傳統上有著肯特口音。埃塞克斯郡中在二戰後發展的城鎮由於多數人口來自倫敦，像巴茲爾登、哈洛、與西宏頓等城鎮的分言口音都有受到考克尼口音濃厚的影響。

## 考克尼方言
考克尼方言有著非常顯著的口音與用字，而其使用者也常常在日常生活中使用考克尼押韻俗語。英語方言調查報告向一名哈克尼區的長久居民錄製了一段對話。（點選這裡試聽。）
約翰·肯頓·霍登（John Camden Hotten）在他1859年的《俗語字典》（Slang Dictionary）中提及考克尼方言的使用，他敘述倫敦東區當地的路邊攤販使用一種奇特的俗語。考克尼方言的俗語中也有許多從其他語言借用而來的詞，其中包括原為希伯來語中指「正當的」的「kosher」後因經由意第緒語而傳入，以及原為德語中指「安靜的」的「shtumm」（/ʃtʊm/）同樣也經由意第緒語傳入。除了意第緒語之外，羅姆語中原意為媒但意指「金錢」的「wonga」，以及羅姆語中的「kushtipen」意指「好的」的「cushty」同樣也是外來語。有時因應角色的需要，有些非考克尼的演員會模仿考克尼方言，這種仿考克尼方言被稱為「謨克尼」。
考克尼方言的基本特徵包括：
- 使用喉塞音[ʔ]。在許多發音位置作為/t/的同位異音[10][11]，就算在重音音節之後也一樣。而/t/如果被單獨夾在兩個母音之間時則會以清齒齦塞音發出。[12]
- 齒擦音的消失[13]：
  - 在所有情況下/θ/變為[f]。例，maths：[mæfs]
  - 在所有情況下/ð/變為[v]，但若為第一音則發為[d]。例，bother：['bɒvə]，they：[dæɪ]
- 複合元音（diphthong）的改變[14]：
  - /eɪ/發為[æɪ]。例，bait：[bæɪʔ]
  - /əʊ/發為[æʉ]。例，coat：[kʰæʉʔ]
  - /aɪ/發為[ɑɪ]。例，bite：[bɑɪʔ]
  - /aʊ/可發為[æə]。例，town：[tʰæən]
- 其他母音的改變包括：
  - /æ/發為[ɛ̝]或[ɛi][15]。例，tan：[tʰɛ̝n]
  - /ʌ/發為[ɐ̟][16]。
  - 當在非最後一音位置時/ɔː/發為/oː/[17]。
  - /iː/發為[əi][18]。例，beet：[bəiʔ]
  - /uː/發為[əʉ]或[ʉː][18]。例，boot：[bʉːʔ]
- 音节尾L音以母音替代（英语：L-vocalisation），因此例如Millwall發為['mɪowɔː]。現實使用中的/l/替代因為會受到附近母音的影響而可以發為，[u]、[o] 或 [ɤ][19]。
- 文法方面的特徵[20]：
  - 使用「我」的受格（me），而不用所有格（my）。例如「At's me book you got 'ere.」。
  - 使用「ain't」代替isn't、am not、are not、has not、以及have not。

近年來許多上述的特徵亦漸漸散布到英格蘭東南部地區的河口方言。河口方言的使用者會使用一部分的考克尼方言的特徵。若將考克尼方言與河口方言相比，在考克尼方言中較常發現H的消失與「ain't」這種文法上的特徵。
今日部分考克尼方言特徵的使用正在倫敦東區消失中，這是因為漸漸的受到牙買加混合語影響，而這些改變受到年輕一代的歡迎，尤其是非裔與加勒比海裔後代。雖然有部分的特徵正在消失中，不過許多傳統的特徵，例如喉塞音、雙重否定、以母音代替L音、以及一些押韻俗語等，還是在大量的使用中。隨著考克尼方言使用者遷移出倫敦，有許多原本不使用考克尼方言的地區，漸漸的也流行起使用考克尼方言，有時甚至非考克尼地區的考克尼方言使用者會比考克尼地區的方言使用者還多。

## 其他條目
- 英國英語